# 津幡町立萩野台小学校
津幡町立萩野台小学校（つばたちょうりつ はぎのだいしょうがっこう）は、石川県河北郡津幡町にある公立小学校。

## 沿革
- 1986年（昭和61年）
  - 4月1日 - 創立開校。
  - 9月 - 現在地に校舎完成。
- 1987年（昭和62年）8月 - 運動場完成。
- 1989年（平成元年）9月 - プール完成。
- 1991年（平成3年）1月 -　ナイター設備完成。
- 1992年（平成4年）3月 - 運動場低鉄棒設置。
- 1993年（平成5年）3月 - 大型日時計設置（卒業記念品）。
- 1995年（平成7年） 8月 - ベランダ手すりと玄関屋上雨漏り修理。
- 1996年（平成8年）
  - 5月 - 屋外時計を取り替え。
  - 8月 - 新二宮尊徳像設置。砂場・飼育小屋・百葉箱を修理。
  - 9月 - 創立10周年記念式典挙行。
- 1999年（平成11年）9月 - 校長室・職員室・保健室・特活室へのエアコンと特活室にコンピューター（パソコン13台）を、それぞれ設置。
- 2003年（平成15年）3月 - 校内LAN設置。
- 2005年（平成17年）3月 - 特活室にコンピューター（パソコン30台）設置。
- 2006年（平成18年）8月 - 創立20周年記念式典挙行。
- 2019年（令和元年）7月 - 各学年教室にエアコン設置。

## 通学区域と進学先中学校
出典

### 通学区域
- 津幡町
  - 字竹橋、字材木、字仮生、字下藤又、字別所、字大坪、字七野、字東荒屋、字明神、字井野河内、字下中、字上藤又、字相窪、字北横根、字南横根、字常徳、字朝日畑、字大窪、字旭山

### 進学先中学校
- 津幡町立津幡中学校